# 왕민덕

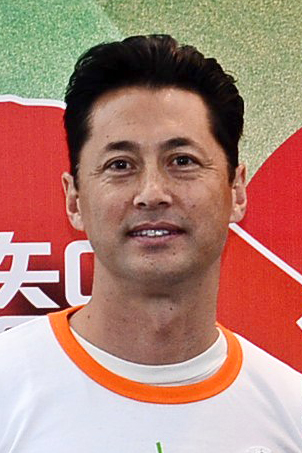

왕민덕(王敏德, Michael Wong, 1965년 4월 16일 ~ )은 홍콩에서 활동하는 중국계 미국인 배우이다. 영어는 유창하지만 중국어는 그렇지 못하다.

## 참여 작품
- 트리플 스렛
- 스킵트레이스: 합동수사
- 트랜스포머: 사라진 시대
- 작전명: 제트스톰
- 파이어스톰 (2013년 영화)
- 콜드 워 (2012년 영화)
- 나이트폴 (2012년 영화)
- 용의자 (2010년 영화)
- 칠검
- 정무가정
- 마환주방
- 냉정과 열정 사이
- 넉 오프
- 엔터 더 이글
- 썬더볼트 (1995년 영화)
- 시티 헌터 (영화)
- 직격증인
- 용재강호